# رادرفورد شرقی (نیوجرسی)
رادرفورد شرقی (به انگلیسی: East Rutherford) شهری در ایالت نیوجرسی کشور ایالات متحده آمریکا است که جمعیت آن در سرشماری سال ۲۰۱۰ میلادی، ۸٬۹۱۳ نفر بوده‌است.